# Chrysallida micronana
Chrysallida micronana is een slakkensoort uit de familie van de Pyramidellidae. De wetenschappelijke naam van de soort is voor het eerst geldig gepubliceerd in 2006 door Ozturk & van Aartsen.